# .30 TC

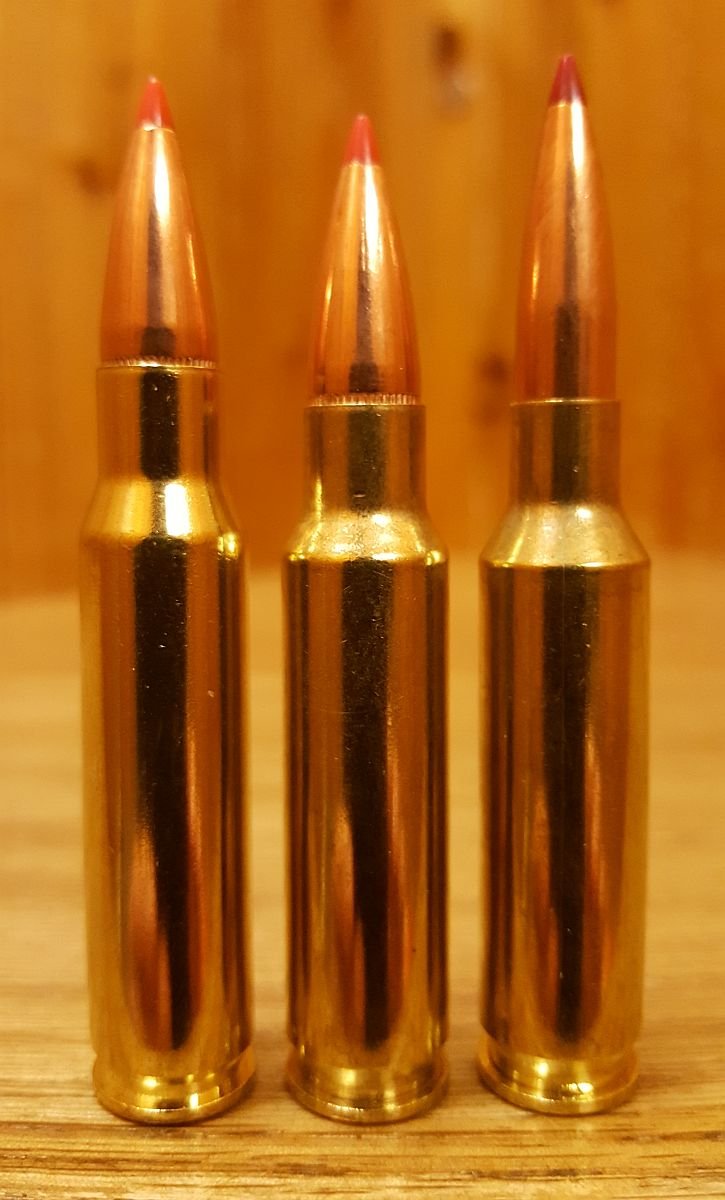
.30 TC (中央) の.308ウィンチェスター (左) と6.5mmクリードモア (右) との比較

.30 TC は en:Thompson Center Arms によって開発された実包である。
2007年に販売が開始され、当初は同時に発売された Icon シリーズのボルトアクション方式ライフルで提供された。これは.308ウィンチェスターと同様の長さで.30-06スプリングフィールド弾の性能を実現するためのトンプソン・センターによる試みであった。この試みは達成されたものの、消費者の反応は薄くいまだに一般的ではない。しかし、.30 TC をネック・ダウンした6.5mmクリードモアは広く普及している。